# Telechinezie
Termenul telekinezie ("mișcarea la distanță") este o alternativă a psihokineziei (din Greacă ψυχή, "psyche", însemnând minte, suflet ori respirație; șă κίνησις, "kinesis", însemnând mișcare; altfel spus "mișcarea cu puterea minții").  Telekinezia este considerată pseudoștiință.
Telekinezia este un fenomen paranormal care presupune influențarea unor elemente pur fizice (spațiu, timp) fără intervenția unui element fizic. Telekinezia poate fi folosită pentru a muta ori a modifica starea fizică a unui obiect, ori pentru a influența diferite sisteme tehnologice (semafoare, generatoare de numere etc). Scepticii afirmă că telekinezia nu există cu adevărat și e doar o metodă de fraudă, de înșelătorie - asta chiar dacă persoanele ce dobândesc aceste puteri vin cu explicații ce au o bază reală solidă.
Uneori, aparițiile spectrale cu un poltergeist sunt atribuite telekineziei, deplasarea obiectelor prin puterea minții. Majoritatea acestor cazuri implică adolescenți, iar cercetătorii consideră că energia telekinetică ar putea fi legată de vârsta pubertății. Există însă și exemple în care acest principiu nu se aplică.
O gospodină din Rusia, Nina Kulagina, a devenit celebră în anii 1960 pentru că avea puteri telekinetice. Kulagina a reușit să deplaseze pe o masă mai multe obiecte de mici dimensiuni, între care o verighetă și o sticlă. S-au luat măsuri de precauție pentru a se confirma că Nina nu folosea, de pildă, fire sau magneți ascunși, iar oamenii de știință au confirmat că nici un fel de forță nu putea explica mișcările respective.
Alte exemple de telekinezie includ îndoirea unor obiecte de metal și prezicerea unor evenimente viitoare. În anii 1970, medium-ul israelian Uri Geller a uimit telespectatorii cu demonstrații în care îndoia diverse obiecte de metal, cu puterea minții. El susținea de asemenea că este capabil să facă ceasurile spectatorilor să se oprească. Din păcate, Geller nu a repetat cu succes aceste acțiuni și în condiții de laborator, iar criticii l-au discreditat rapid.
Teoria conform căreia telekinezia funcționează cu ajutorul câmpurilor energetice, magnetice sau electrice, a fost formulată de cercetători în 1934 și se mai bucură de credit și astăzi. Majoritatea experiențelor care implică telekinezie se produc, de obicei, accidental și sunt confundate cu alte tipuri de fenomene.
Telekinezia e foarte populară în filme, Stranger Things, în jocurile video ori în scrierile SF.